# 오타촌 (이바라키현 마카베군)
오타촌(大田村)은 이바라키현 마카베군에 있던 촌이다. 현재의 지쿠세이시 중부에 해당한다.

## 역사
- 1889년 4월 1일 - 정촌제 시행에 수반해 마카베군 오타촌이 성립하였다.
- 1949년 
  - 오타촌의 일부는 이사촌에 편입되었다.
  - 이사촌의 일부는 오타촌에 편입되었다.
- 1954년 3월 15일 - 고쇼촌, 가타오자키촌, 가와마, 오타촌과 함께 시모다테정에 편입해, 동일 오타촌은 폐지되었다.

## 인구
| 1891년 | 2,952 |
| 1920년 | 3,744 |
| 1935년 | 4,203 |
| 1950년 | 5,493 |

## 교통

### 철도
- 조스쓰쿠바 철도 (→간토 철도)
  - 조소선

## 참고문헌
- 角川日本地名大辞典編纂委員会『角川日本地名大辞典 8 茨城県』、角川書店、1983年 ISBN 4040010809
- 日本加除出版株式会社編集部『全国市町村名変遷総覧』、日本加除出版、2006年、ISBN 4817813180